# ヴィクトリア女王讃歌
『ヴィクトリア女王讃歌』（ヴィクトリアじょおうさんか、ドイツ語: Huldigung der Königin Victoria von Grossbrittanien、英語: Homage to Queen Victoria of Great Britain）作品103は、ヨハン・シュトラウス1世が作曲したウィンナ・ワルツ。
より原題に忠実な形で、『大ブリテン島ヴィクトリア女王へのオマージュ』、『大英帝国女王ヴィクトリアへの敬意』といった日本語訳題も用いられる。単に『ヴィクトリア・ワルツ』とも。

## 解説

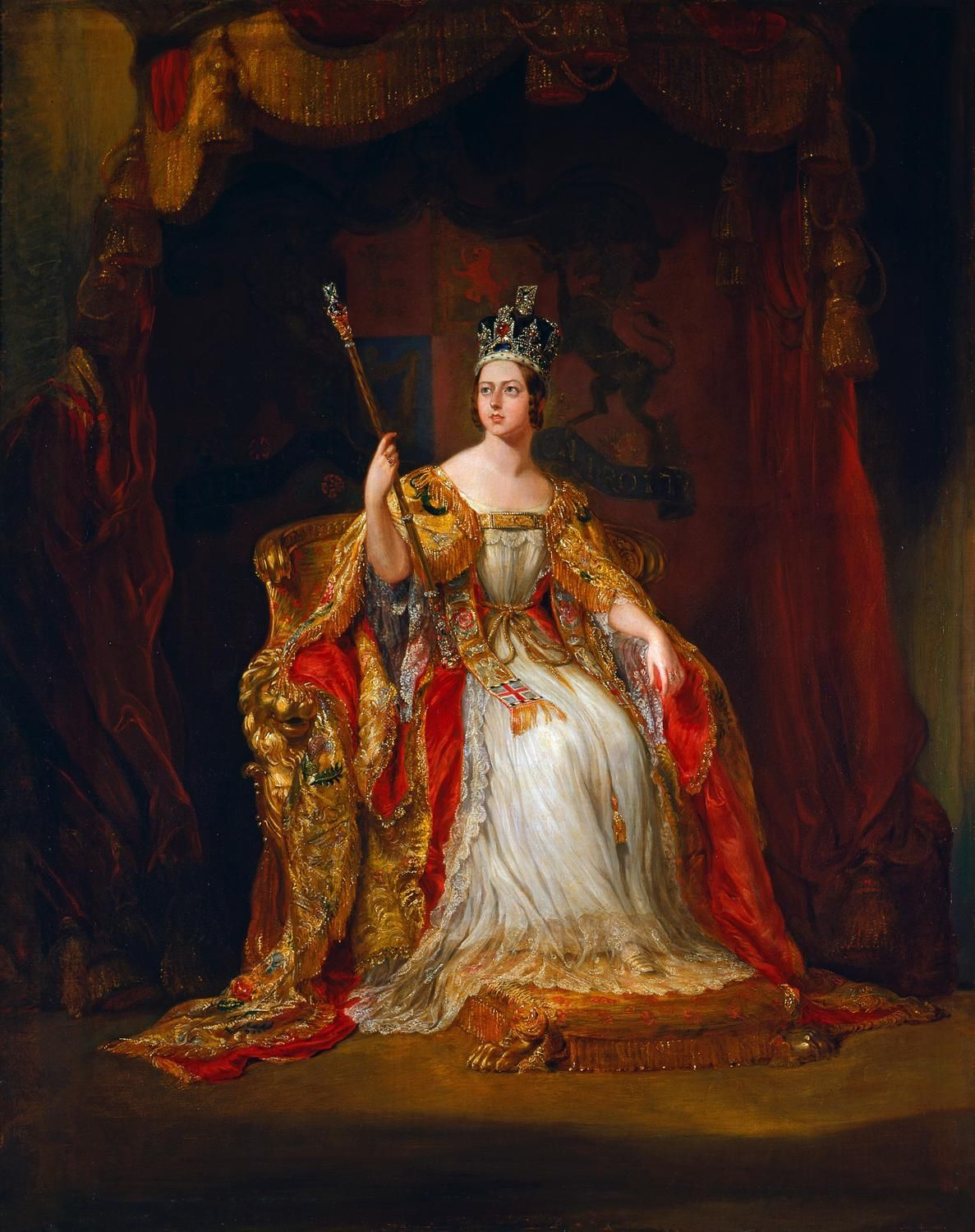
1838年6月28日に戴冠した英国女王ヴィクトリア。当時19歳。

1814年のウィーン会議の少し前から、ワルツはイギリスにも伝わっていた。しかし、詩人として知られるジョージ・ゴードン・バイロン男爵を筆頭にワルツに反対する声が強く、保守的な上流階級からは「優美、繊細、礼節を欠いたドイツ生まれの悪魔」という非難を受けていた。そのため、貴族から大衆に至るまでワルツ人気が高まった大陸諸国と違って、イギリス社交界ではワルツは冷遇されていた。
1838年4月、そうした雰囲気のイギリスにヨハン・シュトラウス1世は自身の楽団を引き連れて7ヶ月にもおよぶ長期の演奏旅行に出かけた。ロンドンでは6月28日に当時19歳のヴィクトリア女王の戴冠式が執り行われる予定になっていた。戴冠式に先立って最初の舞踏会が5月10日にバッキンガム宮殿で催され、シュトラウスはそこでウィンナ・ワルツを御前演奏することとなった。その際にシュトラウスが演奏したのが、この新作ワルツ『ヴィクトリア女王讃歌』であった。
シュトラウスは、イギリスの愛国歌である『ルール・ブリタニア』とイギリス国歌『神よ、女王陛下を護り給え』のメロディを盛り込んで、このワルツ『ヴィクトリア女王讃歌』を作曲した。あらかじめ作曲したものではなく、演奏旅行の途上で作曲した作品のひとつとされる。5月10日の舞踏会において、ヴィクトリア女王は控えめながらも上機嫌でこのワルツを踊ったという。若きヴィクトリア女王の戴冠を契機に、閉鎖的なイギリス社交界でもウィンナ・ワルツは公認されることになったのであった。